# Юханссон, Ирма
Ирма Юханссон в замужестве Эберг (швед. Irma Johansson; род. 3 апреля 1932 года, Каликс) — шведская лыжница, олимпийская чемпионка, призёрка чемпионата мира.
На Олимпиаде-1956 в Кортина-д’Ампеццо завоевала бронзу в эстафетной гонке, а также заняла 7-е место в гонке на 10 км.
На Олимпиаде-1960 в Скво-Вэлли стала олимпийской чемпионкой в эстафете, в которой бежала первый этап и завершила его на первом месте с отрывом в 40 секунд от ближайшего преследователя в лице сборной Польши, на последующих этапах шведки сохранили лидерство и завоевали золото. В личной гонке на 10 км Йоханссон заняла 8-е место.
На чемпионате мира-1958 в Лахти завоевала бронзовую медаль в эстафете.